# にんぎょうげき
『にんぎょうげき』は、NHKで1956年4月9日から1990年3月14日まで放送されたテレビ番組である。

## 概要
「幼稚園・保育所の時間」情操教育番組。1956年度に『人形劇』として放送開始、1966年度より『にんぎょうげき』に改題した。
内外の民話や名作、現代の優れた創作童話から、人形劇にふさわしいものを精選して放送。
この番組で初回放送された作品が別年度に『おとぎのへや』で再放送されたり、後継番組の『こどもにんぎょう劇場』でも再放送された。
1960年度 - 1962年度の3年間、別枠で1年完結の連続人形劇（『スピードさるくん』、『ポロロンえほん』、『ふたごのこぐま』）が放送された。

## 放送時間

### 20分時代
- 1956年4月 - 1956年12月：月曜日 11:30 - 11:50
- 1957年1月 - 1958年3月：火曜日 11:30 - 11:50
- 1962年4月 - 1963年3月：金曜日 9:00 - 9:20
- 1963年4月 - 1964年3月：木曜日 9:00 - 9:20
- 1964年4月 - 1969年3月：水曜日 10:40 - 11:00／木曜日 9:40 - 10:00

### 20分時代（夕）
- 1964年4月 - 1969年3月：金曜日 14:40 - 15:00

### 15分時代（朝）
- 1958年4月 - 1964年3月：水曜日 11:00 - 11:15
- 1969年4月 - 1983年3月：水曜日 10:30 - 10:45／木曜日 9:15 - 9:30
- 1983年4月 - 1990年3月：月曜日 10:30 - 10:45／火曜日 9:15 - 9:30

### 15分時代（夕）
- 1969年4月 - 1980年3月：金曜日 14:40 - 14:55
- 1980年4月 - 1982年3月：金曜日 15:20 - 15:35
- 1982年4月 - 1983年3月：金曜日 15:15 - 15:30
- 1983年4月 - 1990年3月：水曜日 15:00 - 15:15

## スタッフ
- 脚本：伊藤海彦、川尻泰司、石川透、若林一郎、たなべまもる

## 主な出演者
- 松尾佳子（インゲル）
- 貴家堂子（モー）
- 太田淑子（彦一、ワルター）
- 松島みのり（小天狗、マオ、孫悟空、またらべ、寿限無、ほか多数）
- 森本レオ（ものぐさ太郎）
- 山本圭子（ボロジャグチ）
- 増山江威子（7匹ヤギのお母さん、かぐや姫、ナターシャ）
- 鈴木弘子（鶴）
- 増岡弘（牛方）
- 阿部寿美子（山んば）
- 近石真介（浦島太郎、床屋、正直じいさん）
- 井上瑤（マッチ売りの少女、ぺぺ、うりこひめこ、他多数）
- 加藤みどり（あまのじゃく、ロバ耳王様の家来）
- 水島裕（王子像）
- 藤田淑子（ツバメ）
- 里見京子（三蔵法師、母親）
- 中尾隆聖（働き者の弟）
- 鈴木清信（怠け者の兄）
- 中村秀利（爺さん岩）
- 山田康雄（猿、床屋のイワン）

## 作品一覧
1959年度
- ももたろう
- おやゆびひめ
- ぶんぶくちゃがま

1965年度
- ちびくろさんぼ
- ひらけごま
- 人魚姫
- ふたごのこぐま

1966年度
- とらのとらごろう
- 長くつしたのピッピ
- エルマーのぼうけん
- 小さい魔女

1967年度
- おむすびころりん
- きんいろのさざえ
- ゆかいなどろぼうたち

1968年度
- さるじぞう
- エルマーのぼうけん
- ジャックと豆の木
- 11ぴきのねこ

1969年度
- ジップ君宇宙へとびだす
- 大どろぼう ホッツェン・プロッツ
- 船のりクプクプの冒険

1970年度
- ふしぎな500のぼうし
- 小さな虎と大どろぼう
- ピノキオ

1971年度
- キリストのいるへや
- ふなのりシンドバットのぼうけん
- 人魚姫
- オオクニヌシのぼうけん

1972年度
- 火をはくりゅう
- ふなのりシンドバットのぼうけん

1973年度
- うらしまたろう
- シンデレラ

1974年度
- クリスマス・カロル
- 白雪姫

1975年度
- ラプンツェル姫
- パンをふんだ娘

1976年度
- ぼくは王さま

1977年度
- ハメルンの笛吹き
- こぶたのかくれんぼ
- 子ねずみラルフの冒険

1978年度
- エルマーとりゅう

1979年度
- きつねのものがたり

1980年度
- うらしまたろう
- うさぎとかめ
- にんげんってたいへんですね
- かしこいうさぎ
- のらネコ兄弟のはらぺこ放浪記
- こんにちはルナール

1981年度
- 3人のおまわりさん
- 怪じゅうが町へやってきた
- ポリーとはらぺこオオカミ
- ガリバーの旅
- ながぐつをはいたねこ
- ブレーメンのおんがくたい
- 船乗りクプクプのぼうけん
- 小さいかいじゅう

1982年度
- ほんとうのオオカミ
- こぞうとキツネ
- ないた赤おに
- はなのすきなうし
- うかれバイオリン
- はな
- ゆかいなどろぼうたち
- 小さなバイキング

1983年度
- ヤギとライオン
- 風のくれたおくりもの
- うりこひめこ
- セロひきのゴーシュ
- 魔法使いのいる街
- 歩哨のいる街
- かみ舟のふしぎな旅
- 夢みるルナール

1984年度
- おむすびころりん
- おはようたっちゃん
- おやゆびひめ
- さるじぞう
- 森の家
- 牛方と山んば
- 小さい魔女
- わらしべちょうじゃ

1985年度
- かさじぞう
- みにくいあひるの子
- つるの恩がえし
- 天狗のうちわ
- コルニーユ親方の秘密
- きき耳ずきん
- ねずみのよめいり
- はまぐりひめこ
- びんぼう神とふくの神
- 星からきた少女
- 王様の耳はロバの耳
- あかい鼻のおばけ
- かみ舟のふしぎな旅
- 地球はおおさわぎ[3]

1986年度
- うさぎとかめ
- さるとかに
- うらしまたろう
- 彦市ばなし
- ゆうびんやさんの話
- たなばたたんたろう
- ねずみのよめいり
- 月のうさぎ
- きかんしゃやえもん
- くもの糸
- かぐやひめ
- 牛方と山んば
- ふたりのおかあさん
- たいようの子またらべ
- つるのおんがえし
- ぎざみみうさぎ
- マッチ売りの少女
- ないた赤おに
- おばけのボロジャグチ

1987年度
- こぞうのおるすばん
- ねずみのすもう
- かちかちやま
- てんぐのうちわ
- 金の斧
- 一休さん
- 赤ずきん
- ざしきわらし
- ふしぎなひしゃく
- ごんぎつね
- ぶんぶく茶がま
- きき耳ずきん
- パンをふんだ娘
- 西遊記
- 幸福な王子
- 月夜の電信柱
- ゆきおんな
- 杜子春
- あまのはごろも

1988年度
- ロミちゃん、ムーちゃん こんにちは
- すてられたせんたくばさみ
- あまんじゃくとうりこひめ
- えすがた女房
- かっぱのいたずら
- ゆうびんやさんの話
- たいようの子またらべ
- うばすてやま
- かぐやひめ
- 続・西遊記
- ぎざみみうさぎ
- 最後の一葉
- ゆめのさいふ
- おじいさんのランプ
- マッチ売りの少女
- およめさん もらっちゃった

1989年度
- 三つのねがい
- じゅげむ じゅげむ
- おおかみと七ひきの子やぎ
- えんまさまとワンちゃん
- コルニーユ親方のひみつ
- パックのいたずら
- わらしべちょうじゃ
- こぞうのおるすばん
- 王さまの耳はロバの耳
- かなしいピエロ
- 白いくじら
- さると殿様
- はなのすきなうし
- 鼻
- 鷹の子